# کلیسای پاناگیا چالکئون
کلیسای پاناگیا چالکئون (یونانی: Παναγία τῶν Χαλκέων) کلیسایی در شهر سالونیک واقع در یونان است. این بنا جزو میراث جهانی یونسکو در این کشور می‌باشد.